# Pavel Savitski
Pour les articles homonymes, voir Savitski.
Pavel Alehavitch Savitski (en biélorusse : Павел Алегавiч Савiцкi) ou Pavel Olegovitch Savitski (en russe : Павел Олегович Савицкий), né le 10 juillet 1994 à Hrodna, est un footballeur international biélorusse qui évolue au poste de milieu de terrain au Nioman Hrodna.

## Biographie

### En club
Il inscrit 11 buts en première division biélorusse lors de la saison 2014. La même année, il participe à la Ligue Europa. Lors de cette compétition, il marque un but contre le club islandais du FH Hafnarfjörður.

### En équipe nationale
Il joue 38 matchs avec les espoirs, marquant six buts.
Il reçoit sa première sélection en équipe de Biélorussie le 18 mai 2014, en amical contre l'Iran (match nul 0-0 à Kapfenberg).
Le 21 mai 2014, il inscrit ses deux premiers buts avec la Biélorussie, lors d'un match amical contre le Liechtenstein (défaite 1-5 à Vaduz).
Le 10 octobre 2016, lors des éliminatoires du mondial 2018, il marque un but face au Luxembourg (score : 1-1 à Baryssaw).

## Statistiques
| Saison                | Club                         | Championnat           | Championnat | Championnat | Coupe(s) nationale(s) | Coupe(s) nationale(s) | Compétition(s) continentale(s) | Compétition(s) continentale(s) | Compétition(s) continentale(s) | Total | Total |
| Saison                | Club                         | Division              | M.          | B.          | M.                    | B.                    | Comp.                          | M.                             | B.                             | M.    | B.    |
| 2011                  | Nioman Hrodna                | D1                    | 28          | 6           | 3                     | 1                     | -                              | -                              | -                              | 31    | 7     |
| 2012                  | Nioman Hrodna                | D1                    | 30          | 6           | 4                     | 2                     | -                              | -                              | -                              | 34    | 8     |
| 2013                  | Nioman Hrodna                | D1                    | 30          | 5           | 2                     | 4                     | -                              | -                              | -                              | 32    | 9     |
| 2014                  | Nioman Hrodna                | D1                    | 30          | 11          | 4                     | 2                     | C3                             | 2                              | 1                              | 36    | 14    |
| 2015                  | Nioman Hrodna                | D1                    | 13          | 5           | 4                     | 1                     | -                              | -                              | -                              | 17    | 6     |
| 2016                  | Nioman Hrodna                | D1                    | 25          | 6           | 2                     | 4                     | -                              | -                              | -                              | 27    | 10    |
| 2017                  | Nioman Hrodna                | D1                    | 25          | 15          | 1                     | 1                     | -                              | -                              | -                              | 26    | 16    |
| Sous-total            | Sous-total                   | Sous-total            | 181         | 54          | 20                    | 15                    | -                              | 2                              | 1                              | 203   | 70    |
| 2014-2015             | Jagiellonia Białystok (prêt) | D1                    | 5           | 0           | -                     | -                     | -                              | -                              | -                              | 5     | 0     |
| Sous-total            | Sous-total                   | Sous-total            | 5           | 0           | -                     | -                     | -                              | -                              | -                              | 5     | 0     |
| 2018                  | Dinamo Brest                 | D1                    | 29          | 15          | 7                     | 2                     | C3                             | 4                              | 3                              | 40    | 20    |
| 2019                  | Dinamo Brest                 | D1                    | 24          | 8           | 3                     | 1                     | -                              | -                              | -                              | 27    | 9     |
| 2020                  | Dinamo Brest                 | D1                    | 22          | 10          | 6                     | 3                     | C1+C3                          | 3+1                            | 10                             | 32    | 23    |
| Sous-total            | Sous-total                   | Sous-total            | 75          | 33          | 16                    | 6                     | -                              | 8                              | 3                              | 99    | 42    |
| 2021                  | Rukh Brest                   | D1                    | 26          | 4           | 2                     | 1                     | -                              | -                              | -                              | 28    | 5     |
| Total sur la carrière | Total sur la carrière        | Total sur la carrière | 287         | 91          | 38                    | 22                    | -                              | 10                             | 4                              | 335   | 117   |

## Palmarès
Dinamo Brest
- Champion de Biélorussie en 2019.
- Meilleur buteur du championnat biélorusse en 2018.
- Finaliste de la Coupe de Biélorussie en 2020.
- Vainqueur de la Supercoupe de Biélorussie en 2018, 2019 et 2020.